# Brădetu, Vrancea
Brădetu este un sat în comuna Nistorești din județul Vrancea, Moldova, România. A primit denumirea in 1968 ,inainte se numea Vacaria pentru ca a aparut la iceputul sec. XX prin improprietarirea celor care aveau grija de vitele de la manastirea Valea Neagra infiintata la inceputul sec. XVII de cuviosul Vasile de la Poiana Marului In preajma celui de al-II-lea razboi mondial proprietarii au vandut terenul celor dornici de apa cristalina , de linistea si racoare padurii si de existenta izlazului comunal. Satul e strabatut de doua paraie ,paraul Grovnic care se varsa in raul Naruja in vest si paraul Vacarii care strabate satul de la vest la est si se varsa tot in raul Naruja. Prin deceniul al saptelea din secolul trecut s-a construit o sosea ce strabate muntii ajungand in Zabala. locatii Misina , Valea Secaturii , Cabana Albastra , munele Pietrosul etc.
 Acest articol despre o localitate din județul Vrancea este deocamdată un ciot. Puteți ajuta Wikipedia prin completarea lui.